# Witte Wieven

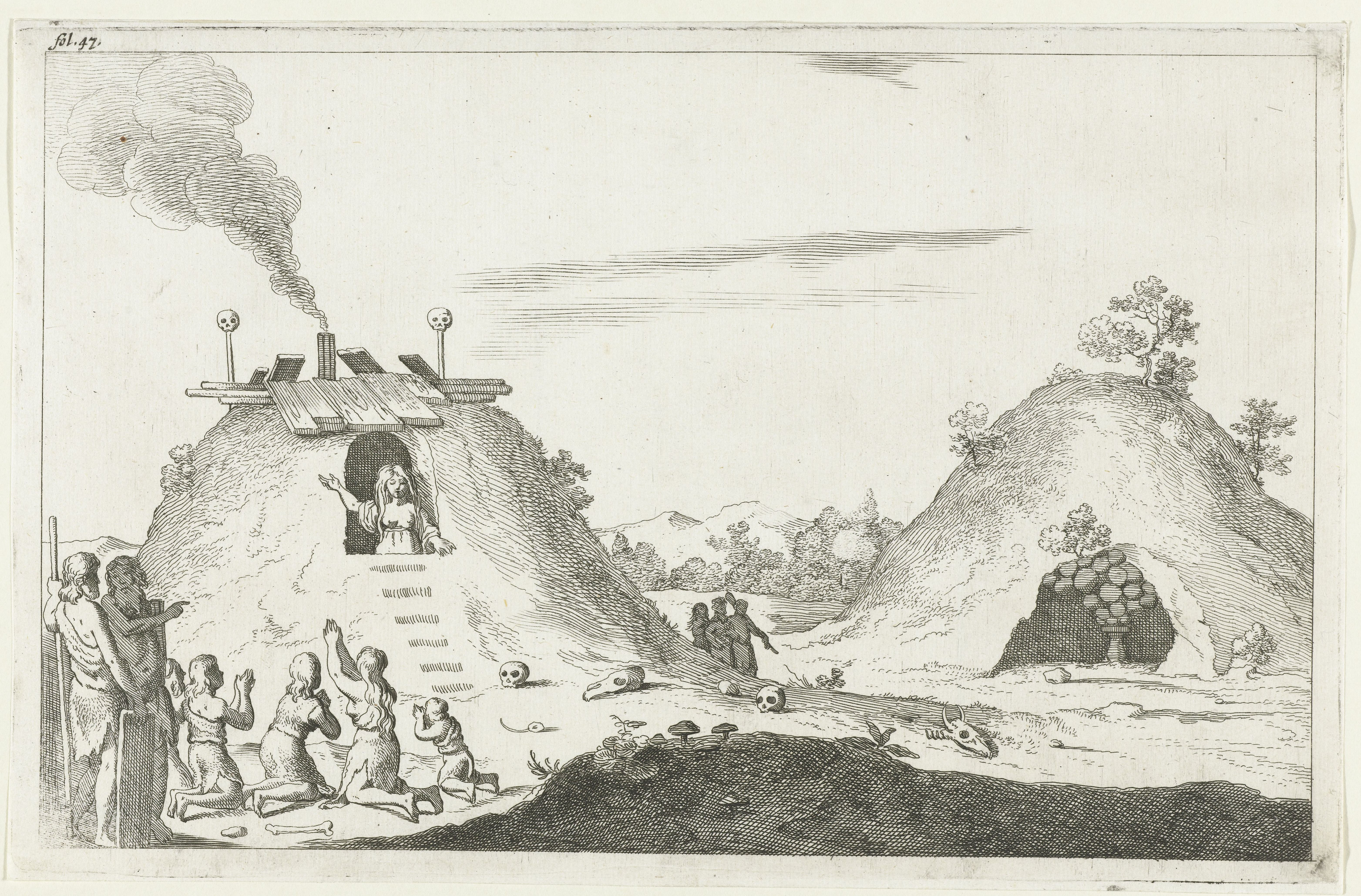
Le witte wieven in un'illustrazione di Gerrit van Goedesbergh (1660)

Le witte wieven ("donne bianche" nella lingua basso sassone; sing: witte wief), conosciute anche come wittewijven, witte juffers, witte joffers, witte jomfers, widde juffers, widde juvvers, widde wiefkes, olde witten, guede holden o telewitten sono delle figure femminili del folclore olandese e belga.
La leggenda delle witte wieven è particolarmente diffusa in alcune zone dei Paesi Bassi, quali l'Achterhoek, la Drenthe e la Twente.

## Caratteristiche
Nel libro Antiqueteiten van Drenthe, redatto nel 1660 da Johan Picardt le witte wieven vengono descritte come spiriti, elfi e streghe.
Le witte wieven compaiono solitamente in gruppi di tre. Si pensa che abitino in alcune collinette ricavate nei sepolcri (v. immagine).
Nel libro De origine Frisiae, redatto da Cornelius Kempius si dice che queste collinette siano opera del diavolo e che le witte wieven escano di sera per rapire i pastori e le commercianti.
Nelle varie leggende, le witte wieven solitamente provviste di un'arma, solitamente uno spiedo, oppure un giavellotto o un'ascia. Dall'uso dello spiedo da parte delle witte wieven deriva il detto Witte wieven wit, hier breng ik oe het spit, zie moar dat je het gebroad erbie kriegt. 

## Origini
Queste figure traggono origine probabilmente dalla mitologia germanica e sarebbero ricollegamente al mito degli elfi
Il termine wit non va forse inteso nel senso letterale di "bianco", ma probabilmente come un derivato del verbo weten, ovvero "sapere". Questa teoria è stata formulata da Balthasar Bekker nel 1691. 

## Leggende

### La witte wief di Montferland
In questa leggenda si racconta che un contadino, dopo aver chiesto ad una witte wief di ballare con lui, non solo rimase a ballare tutta la notte, ma non gli fu nemmeno più permesso di smettere.

### Le witte wieven di Lochem
In questa leggenda si racconta di tre witte wieven che vivevano in una profonda fossa nella parte sud-occidentale di Lochem e si dice che lasciassero questo luogo solamente di sera, quando volavano in cielo come delle nuvolette.
Si racconta poi di due fratellini, Herbert e la sorella, che non avevano alcuna paura delle witte wieven e che si addentravano spesso di sera nel luogo dove abitavano questi spiriti.
Anche una volta cresciuto, Herbert continuò a non avere alcuna paura nelle witte wieven, nonostante una vicina, Johanna Lodink, la figlia di Scholte Lodink, lo ammonisse a non addentrarsi nel luogo dove queste abitavano.

### Le witte wieven del Lonnekerberg
In questa leggenda si racconta di una ragazza che fu tenuta segregata da alcune witte wieven cattive nel Lonnekerberg.
Si racconta poi che una volta le witte wieven portarono questa ragazza ad Oldenzaal, a patto che non rivelasse mai dov'era stata prima. 

## Le witte wieven nella cultura di massa
- Queste figure mitologiche sono ricordate in una via di Utrecht chiamata Witte Vrouwensingel[3]
- Nella versione olandese della saga di Harry Potter ritroviamo le figure chiamate appunto Witte Wieven, termine con cui vengono chiamate le Weird Sisters della versione originale[4]
- Het witte wief è il titolo del racconto nr. 227 del fumetto belga Suske en Wiske, scritto da Paul Geerts e disegnato da Marc Verhaegen e pubblicato nel 1991[5]